# Mittelhausen
Mittelhausen é uma ex-comuna francesa na região administrativa de Grande Leste, no departamento doBaixo Reno. Estendeu-se por uma área de 4,8 km². Em 2010 a comuna tinha 534 habitantes (densidade: 111,3 hab./km²).
Em 1 de janeiro de 2016 foi fundida com as comunas de Gingsheim, Hohatzenheim e Wingersheim para a criação da nova comuna de Wingersheim-les-Quatre-Bans.